# 格灵深瞳
格灵深瞳（全称：北京格灵深瞳信息技术股份有限公司，英文名：DeepGlint，股票代码：688207.SH）是一家中国的人工智能企业，其業務是计算机视觉、大数据分析、机器人及人机交互技术的研发与应用。公司成立于2013年，总部位于北京，于2022年3月17日在上海证券交易所科创板上市。，創始人是赵勇及何搏飞，赵勇也是董事長和第一任CEO，已在2024年辭任CEO